# Bolyai Farkas Líceum
A Bolyai Farkas Elméleti Líceum magyar tannyelvű középiskola Marosvásárhelyen; a Bolyai Farkas utca 3. szám alatt áll.
A Bolyai-szellem híd Marosvásárhely és Göttinga, Marosvásárhely és Európa között. Világít, figyelmeztet, megvéd, és kötelez.

## Története
Az 1556-os kolozsvári országgyűlésen elhangzott több új református tanintézet létrehozása. Az iskola első név szerint ismert tanára a wittenbergi egyetemen végzett Tordai Ádám volt (1569). A következő év februárjában, Gyulafehérváron Jagelló Izabella magyar királyné a ferenc-rendiek egykori kolostorát jelölte ki az intézmény számára. 1601–1602-ben Basta hadai feldúlták a Vártemplomot, és ekkor költözött át a tanintézmény arra a helyre, ahol ma is áll a líceum. 
1794-ben a felsőbb osztályokban megkezdik a jog tanítását, három évvel később a természetrajzét. 1802. szeptember 27-én a kollégium birtokába kerül Marosvásárhely első nyomdája.
Bolyai Farkas 1804 májusában megtartotta székfoglaló beszédét, ezzel megkezdődött az intézet felvirágzása. Bolyai Farkas az oktatás korszerűsítését szorgalmazta. Az ismert matematikus fia, Bolyai János is itt tanult. 
A trianoni békeszerződés után az épületet államosították. 1957-ben, az intézmény fennállásának 400. évfordulóján felvette az intézmény a Bolyai Farkas nevét. Az 1960-as év gyászos volt a középiskola életében, ugyanis az akkori nacionalista román hatalom vegyes tannyelvű intézménnyé alakította át. Az iskola teljesen magyarrá tétele már 1990-ben felmerült, az volt az egyik kiváltó oka a fekete március néven elhíresült etnikai zavargásoknak. A 2005–2006-os tanévtől kezdődően beszüntették a román osztályokat és újra teljesen magyar tanintézménnyé vált.

### A református kollégium újraindítása
2007 nyarán, a Bolyais Öregdiákok Világtalálkozóján ünnepélyes keretek között visszahelyezték a Református Kollégium címerét (kék alapon fehér angyal) az iskola homlokzatára. Az újjáalakult református kollégium ugyanabban az épületben működik. 2019-ben a Erdélyi református egyházkerület püspöke,  Kató Béla és a Bolyai Farkas Líceum igazgatója, Mátéfi István  együttműködési megállapodást írt alá.

## Híres tanárai
- Laskai Csókás Péter (1580-1581)
- Hercegszőlősi János (1581)
- Baranyai Decsi János (1593-1601)
- Bényei Deák János (1633)
- Veresmarti Gáspár (1633-1635)
- Kuti János (1636, 1638)
- Uzoni Sz. Balázs (1660-1661)
- Abafáji P. András (1661),
- Fogarasi Mátyás (1662-1665)
- Szentgyörgyi Beke György (1670-1671)
- Zilahi Sebes András 1718–1719
- Szathmári Paksi Mihály 1719–1734
- Rimaszombati Sámuel 1734–1737
- Técsi Sámuel 1741–1756
- Benkő Mihály 1757–1773
- Basa István 1774–1800
- Antal János 1800–1801
- Tompa János 1801–1817
- Bolyai Farkas 1804–1851
- Molnár Sámuel 1817–1832
- Bodola Sámuel 1833–1841, 
1850–1854
- Török János 1841–1852
- Molnár János 1852–1853
- Weszely Tibor (1959–1963, 1983–1999)

## Híres diákjai
- Bolyai János matematikus
- Demeter Károly mohakutató
- Molnár Vince az igazságügyi orvostan előadója
- Nemes István az orvostudományok doktora, OGYI
- Nemes László kémikus, a kémia tudományok doktora
- Soós István jogi szakíró, polgármester
- Soós Pál kémiai szakíró, egyetemi oktató
- Szekeres István református lelkész, egyházi író
- Szentgyörgyi László villamosmérnök, egyetemi tanár
- Szigeti Attila filozófus
- Tonk Márton filozófus
- Toszó Árpád mérnök, üzemszervező
- Tőkés Béla kémikus, kémiai szakíró, egyetemi tanár
- Török Gáspár fotóművész
- Tóthfalusi József református egyházi író
- Ungvári-Zrínyi Ildikó színháztudományi szakíró
- Ungvári-Zrínyi Imre filozófus
- Vári Attila  költő, próza és esszéíró
- Veress Albert ideggyógyász
- Virginás Andrea irodalom- és filmesztéta
- Vitályos András orvoskutató
- Zrínyi Endre muzeológus, régész